# Sebastolobus
Sebastolobus is een geslacht van straalvinnige vissen uit de familie van schorpioenvissen (Sebastidae).

## Soorten
- Sebastolobus alascanus Bean, 1890
- Sebastolobus altivelis Gilbert, 1896
- Sebastolobus macrochir (Günther, 1877)